# Vol Aeroflot 1080
Le vol Aeroflot 1080 est un vol intérieur soviétique de passagers de Iekaterinbourg, Russie, à Kostanaï, Kazakhstan, qui s'écrase de nuit peu après le décollage le 7 octobre 1978. Les 38 passagers et membres d'équipage périssent dans l'accident qui survient lorsqu'un des moteurs tombe en panne à cause des givrages pendant la montée initiale. À l'époque, l'accident est le deuxième pire dans l'histoire du Yakovlev Yak-40, qui entre en service opérationnel avec Aeroflot seulement dix ans auparavant,.

## Appareil et vol
Le Yak-40 impliqué dans l'accident, immatriculation CCCP-87437, entre en service en 1974 et cumule près de 6 300 heures de vol sur la cellule au moment de l'accident. Le vol 1080 est assuré par l'administration de l'aviation civile kazakhe sous Aeroflot. Il transporte 34 passagers, dont quatre enfants, et quatre membres d'équipage lors du vol du 7 octobre 1978. L'équipage comprend deux pilotes, un mécanicien de bord et une hôtesse de l'air. Il suit un itinéraire intérieur de l'aéroport de Sverdlovsk-Koltsovo à Iekaterinbourg, Russie, à l'Aéroport de Kostanaï dans le nord du Kazakhstan. La nuit de l'accident, le ciel est nuageux et il y a de légères pluies avec une température de l'air de 5 °C.

## Accident
À 19:48 YEKT le 7 octobre 1978, le vol Aeroflot 1080 commence son roulement de décollage sur la piste 26 à l'aéroport de Sverdlovsk-Koltsovo. En raison de la présence d'un vent de travers et du fait que l'avion est chargé au-delà de sa capacité maximale de poids, il décolle à une vitesse de 205 km/h (110 nœuds). À 19:50, l'équipage informe le contrôle aérien que son moteur gauche est en panne.
À seulement cent mètres du sol, l'avion commence à tourner vers la gauche. À 19:51, les contrôleurs observent un éclair et un incendie sur une colline boisée proche de l'aéroport. L'avion heurte des arbres alors qu'il est encore à 23 mètres (75 pieds) en l'air et touche le sol peu après, détruisant la cellule et détachant la queue et les stabilisateurs arrière du vol. Les 38 personnes à bord du vol 1080 périssent dans la catastrophe.

## Enquête
La commission d'enquête sur les accidents de l'Institut de recherche d'État soviétique de l'aviation civile détermine que l'accident est imputable à l'équipage. L'avion est chargé au-delà de ses limites spécifiées, nécessitant par conséquent une poussée supplémentaire au décollage. L'équipage ne prend pas en compte les conditions de givrage présentes au moment de l'accident. Les trois moteurs sont affectés par une accumulation de glace. Le moteur gauche tombe en panne peu après le décollage et les moteurs droit et central produisent des niveaux de puissance insuffisants. La commission cite également le manquement du contrôle aérien à signaler le terrain avoisinant après avoir donné l'autorisation à l'avion de tourner à gauche après le décollage à une altitude de seulement cent mètres comme un facteur contributif à l'accident.